# Bakonszeg
Bakonszeg község Hajdú-Bihar vármegyében, a Berettyóújfalui járásban.

## Fekvése
A Berettyó–Kálló közén, a Berettyó jobb partján fekszik. A legközelebbi város a tőle kelet-északkeleti irányban 7 kilométerre fekvő Berettyóújfalu. További szomszédai: dél felől Zsáka, nyugat felől Nagyrábé, északnyugat felől pedig Bihartorda.

### Megközelítése
A település központján nyugat-keleti irányban végighúzódik a Biharnagybajom-Berettyóújfalu közti 4213-as út, ezen érhető el a 4-es és a 47-es főutak felől is. Zsákával a 4224-es út kapcsolja össze.
Vasútvonal nem érinti a települést, bár a Püspökladány–Biharkeresztes-vasútvonal egy szakaszon nagyon közel húzódik Bakonszeg északi határszéléhez. A legközelebbi vasútállomás az előbbi vasútvonal Berettyóújfalu vasútállomása.

## Története
Első fennmaradt írásos említése 1434-ből ismert (Bakonzeegh)[forrás?]; a település korábbi története összefonódik a szomszédos Aka községével, melyről már 1283-ból maradt fenn írásos emlék. Aka várának birtokosai (kezdetben János-lovagok, majd veres barátok) a Berettyó folyó itt kialakult zugában (szegében) legeltették kecskéiket (bak), ez lehet a magyarázata a Bakszeg → Bakonszeg elnevezésnek. A község nevének eredetéről alkotott másik elmélet szerint az erdélyi „bakony” szó – erdős területet jelent – és a már említett szeg, szeglet szó összetételéből előbb Bakonyszeglet, majd némi rövidítéssel a ma ismert Bakonszeg lett.
A 15. században az Izsáky és a Bessenyei családok voltak a földesurai. A török megszállás idején elnéptelenedett, majd újratelepítették.
A község a 19. században a Rhédey és a Vay család birtoka volt.

## Népesség
A település népességének változása:
| Lakosok száma | 1231 | 1210 | 1194 | 1157 | 1112 | 1076 | 1082 |
|               | 2013 | 2014 | 2015 | 2021 | 2022 | 2023 | 2024 |

2001-ben a település lakosságának közel 100%-a magyar nemzetiségűnek vallotta magát.
A 2011-es népszámlálás során a lakosok 87,8%-a magyarnak, 0,3% cigánynak, 0,5% németnek, 1,7% románnak mondta magát (11,9% nem nyilatkozott; a kettős identitások miatt a végösszeg nagyobb lehet 100%-nál). A vallási megoszlás a következő volt: római katolikus 3,4%, református 54,9%, görögkatolikus 0,2%, felekezeten kívüli 17,3% (20,6% nem válaszolt).
2022-ben a lakosság 94,2%-a vallotta magát magyarnak, 0,7% románnak, 0,4% cigánynak, 0,4% németnek, 0,3% ukránnak, 0,1% horvátnak, 1,6% egyéb, nem hazai nemzetiségűnek (5,7% nem nyilatkozott; a kettős identitások miatt a végösszeg nagyobb lehet 100%-nál). Vallásuk szerint 45,3% volt református, 2,7% római katolikus, 0,7% görög katolikus, 2,7% egyéb keresztény, 0,6% egyéb katolikus, 0,4% ortodox, 19,7% felekezeten kívüli (27,9% nem válaszolt).

## Közélete

### Polgármesterei
| Időszak   | Név            | Jelölő szervezet | Megjegyzés |
| --------- | -------------- | ---------------- | ---------- |
| 1990–1994 | Ott Jenő       | független        |            |
| 1994–1998 | Ott Jenő       | független        |            |
| 1998–2002 | Marczin Sándor | független        |            |
| 2002–2006 | Marczin Sándor | független        |            |
| 2006–2007 | Marczin Sándor | független        |            |
| 2007–2010 | Ott Jenő       | független        |            |
| 2010–2014 | Gara Péter     | független        |            |
| 2014–2019 | Gara Péter     | független        |            |
| 2019–2024 | Gara Péter     | független        |            |
| 2024–     | Gara Péter     | Fidesz-KDNP      |            |

A településen 2007. október 14-én időközi polgármester-választást kellett tartani az előző polgármester lemondása miatt. A választáson ő maga nem indult, indult viszont elődje, a községet a rendszerváltástól 8 évig vezető Ott Jenő, aki magabiztosan meg is nyerte azt.

## Nevezetességei
- A barokk stílusú Nadányi-Miskolczy-kúria
- Bessenyei György egykori lakóháza, amely ma emlékmúzeum

## Híres bakonszegiek
- Itt élt 1785–1811 között Bessenyei György, a bihari remete, író, költő, a magyar felvilágosodás egyik meghatározó egyénisége.
- Itt született Nadányi Ágnes (1904. január. 27. – 1985. december. 20.) atléta, diszkoszvető.
- Itt született Krasznahorkay Attila (1954. január 1.) magfizikus, az MTA doktora (2001), kandidátus (1990).
- Itt született és jelenleg is itt él Fenyvesvölgyiné Tóth Mária Zsuzsanna (1962. március 9.), a Magyar Kultúra Lovagja, tanító, grafikusművész.
- Itt töltötte gyermekkorát Horváth Gábor (1967–) színész.